# Comando de segurança
Um comando de segurança geralmente é um comando de memória programável com elementos de design especiais nas entradas, no processamento e nas saídas, para poder garantir o nível de segurança e disponibilidade requeridos na aplicação em sistemas críticos de segurança.
Os comandos de segurança programáveis com comandos de segurança PSS, uma marca registrada da empresa Pilz GmbH & Co KG, foram criados nos anos 90 (na época ainda concebidos como comandos de prensa), quando foram aprovados pela categoria profissional. Antes disso, as funções de comando continuavam a ser realizadas por relés eletromecânicos. Como estes, as ligações de relé são comandos de segurança modernos de vários canais, porém com pequena demanda de espaço ou máxima funcionalidade e flexibilidade.

## História do produto
Os comandos de segurança surgiram da necessidade de poder ligar a segurança via programação, de modo semelhante a um comando de memória programável (CLP). Inicialmente havia sistemas centralizados e, posteriormente, sistemas descentralizados interligados com sistemas de barramento seguros. A programação foi realizada a posterior de acordo com o mesmo circuito de um CLP, somente o jogo de comandos foi reduzido a poucas linguagens como LI (Lista de Instrução) ou LD (Ladder Logic/Esquema de Contato) . Estas medidas destinavam-se à segurança, para poder minimizar erros através de uma limitação das possibilidades de programação na criação do programa. Os primeiros sistemas concentravam-se no processamento das funções de segurança. Embora, desde o início, era possível uma programação do comando de segurança para automação padrão, esta era aplicada na prática apenas de modo restrito. Hoje estão difundidos os comandos de segurança, os quais podem ser programados de modo flexível a partir do posicionamento livre e "ligação" de instâncias a partir de uma biblioteca existente de blocos funcionais certificados.

## Construção e Função
Os comandos de segurança distinguem-se pouco dos comandos em sua função para a automação padrão. Na essência, um comando de segurança é composto de quase dois comandos de memória programável, os quais processam paralelamente um programa de usuário, utilizam a mesma ilustração de processo das entradas e saídas e se sincronizam constantemente.  Comparações, testes do nível de entrada e saída, verificação de um resultado comum válido, etc. são operações complexas, de várias camadas, que representam tais sistemas internamente de modo complexo. Com exceção de particularidades específicas como por ex. o uso de sinais de ciclo para a identificação de curto-circuito, os sistemas modernos também se comportam como outros comandos de memória programável . As funções de comando são armazenadas como programa. Os comandos são programados por meio do respectivo software.
Construção de um sistema de comando seguro:
- dois canais separados
- construção diversitária com hardware diverso
- teste permanente de entradas e saídas
- comparação permanente dos dados do usuário
- Monitoramentos de tensão, corrente e tempo
- desligamento seguro no caso de defeito ou perigo[3]

## Utilização
Os comandos são aplicados para automação de máquinas isoladas, mas também instalações descentralizadas, por exemplo:
- Proteção da área de perigo de máquinas operatrizes
- Controle de processo na indústria química
- Equipamento de linhas de trem no transporte ferroviário